# Дувняк, Томислав
Томислав Дувняк (хорв. Tomislav Duvnjak; родился 5 февраля 2003, Загреб) — хорватский футболист, полузащитник клуба «Динамо Загреб».

## Футбольная карьера
Уроженец Загреба, в 2010 году Дувняк присоединился к футбольной академии «Динамо Загреб», куда перешёл из академии «Кроация Сесвете». 24 июля 2020 года он дебютировал в основном составе «Динамо» в матче Первой хорватской футбольной лиги против «Вараждина», выйдя на замену Ловро Майеру на 76-й минуте.

## Карьера в сборной
Выступал за сборные Хорватии до 14, до 15, до 16 и до 17 лет.